# Горев, Александр Михайлович
Александр Михайлович Горев (1904—1979) — советский хозяйственный, государственный и политический деятель, Герой Социалистического Труда.

## Биография
Родился в 1904 году в селе Борисовское Владимирского уезда Владимирской губернии.
До 1928 г. работал в крестьянском хозяйстве родителей. В 1928—1964 гг. — каменщик, бригадир комплексной бригады каменщиков строительного управления треста «Мосжилстрой». Участник послевоенной реконструкции Москвы.
Указом Президиума Верховного Совета СССР от 1 февраля 1957 года присвоено звание Героя Социалистического Труда с вручением ордена Ленина и золотой медали «Серп и Молот».
Избирался депутатом Верховного Совета СССР 5-го созыва.
После выхода на пенсию жил в Московской области.